# Wilhelmskanal

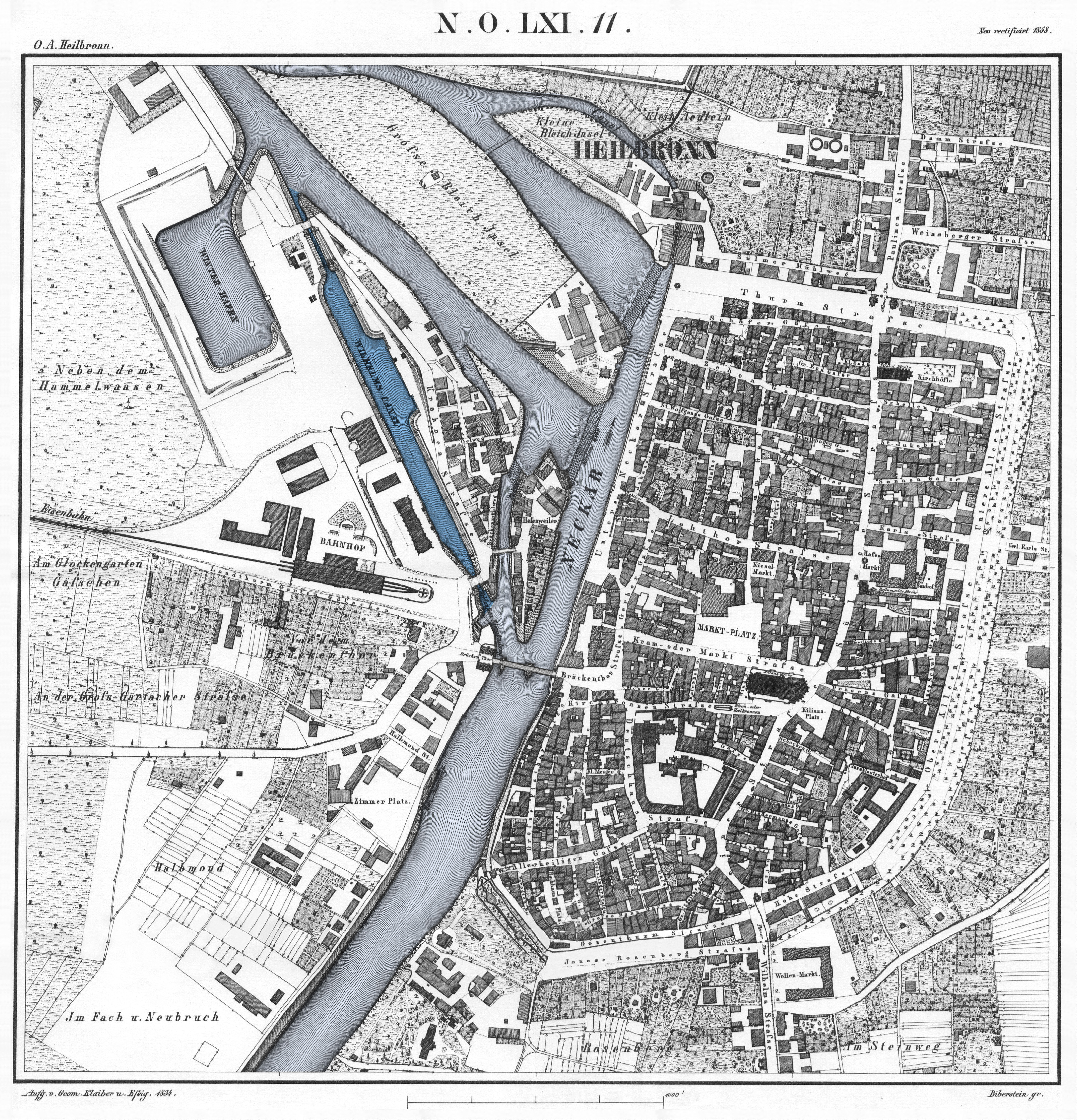
Der Wilhelmskanal (dunkelblau) auf einer Karte Heilbronns von 1858

Der Wilhelmskanal umging in Heilbronn den mit Wehranlagen und Mühlen genutzten Altlauf des Neckars. Er wurde 1821 eröffnet und bildete seit dem Mittelalter die erste Möglichkeit für die Schifffahrt, den Neckar über Heilbronn hinaus zu befahren. Der Kanal war Schifffahrtsweg und zugleich Hafen.

## Planung

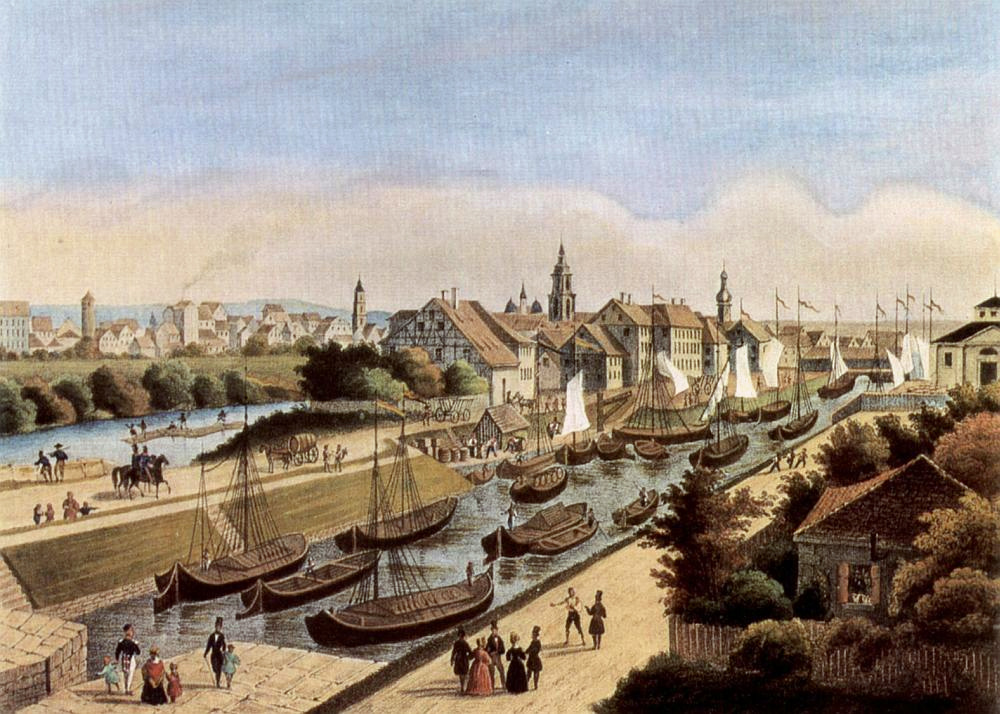
Ansicht von Norden um 1840

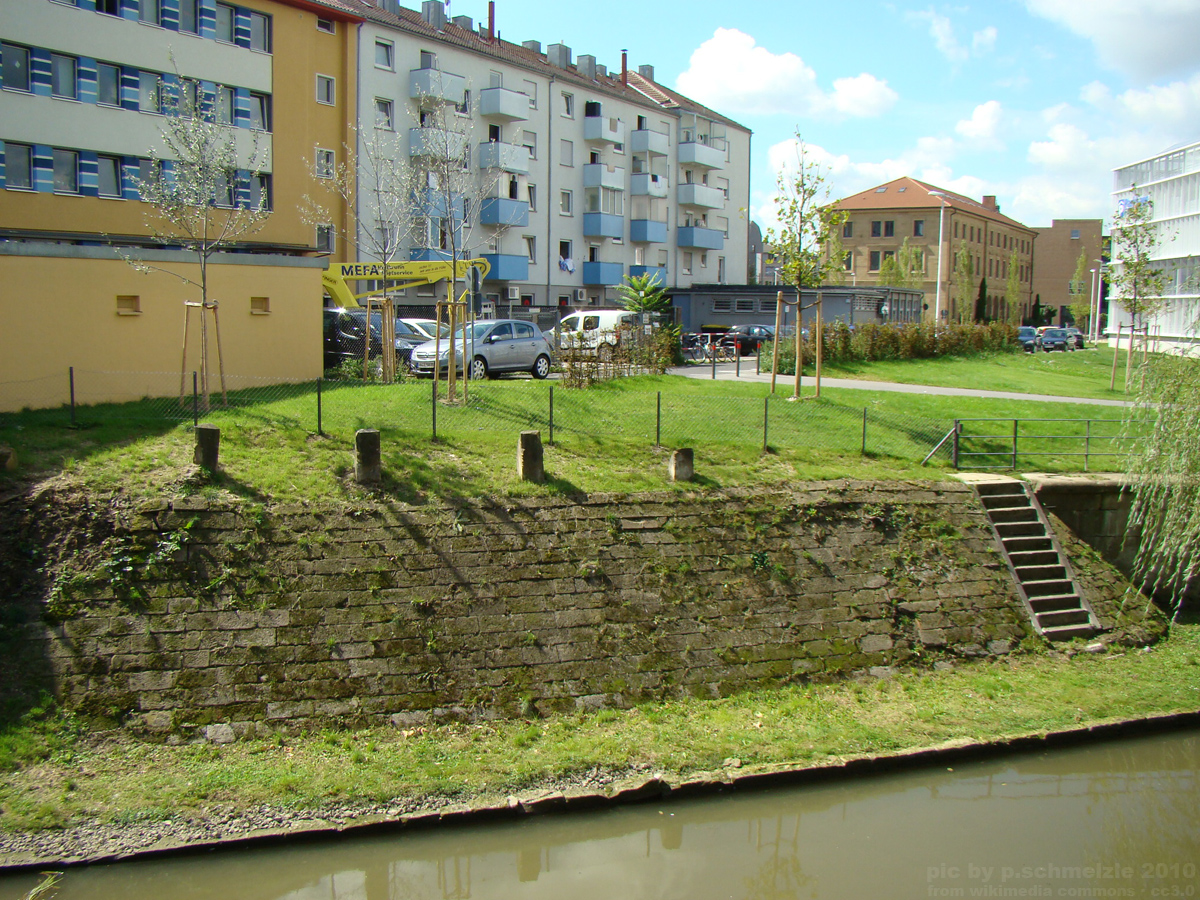
Alte Seitenmauer und Treppe

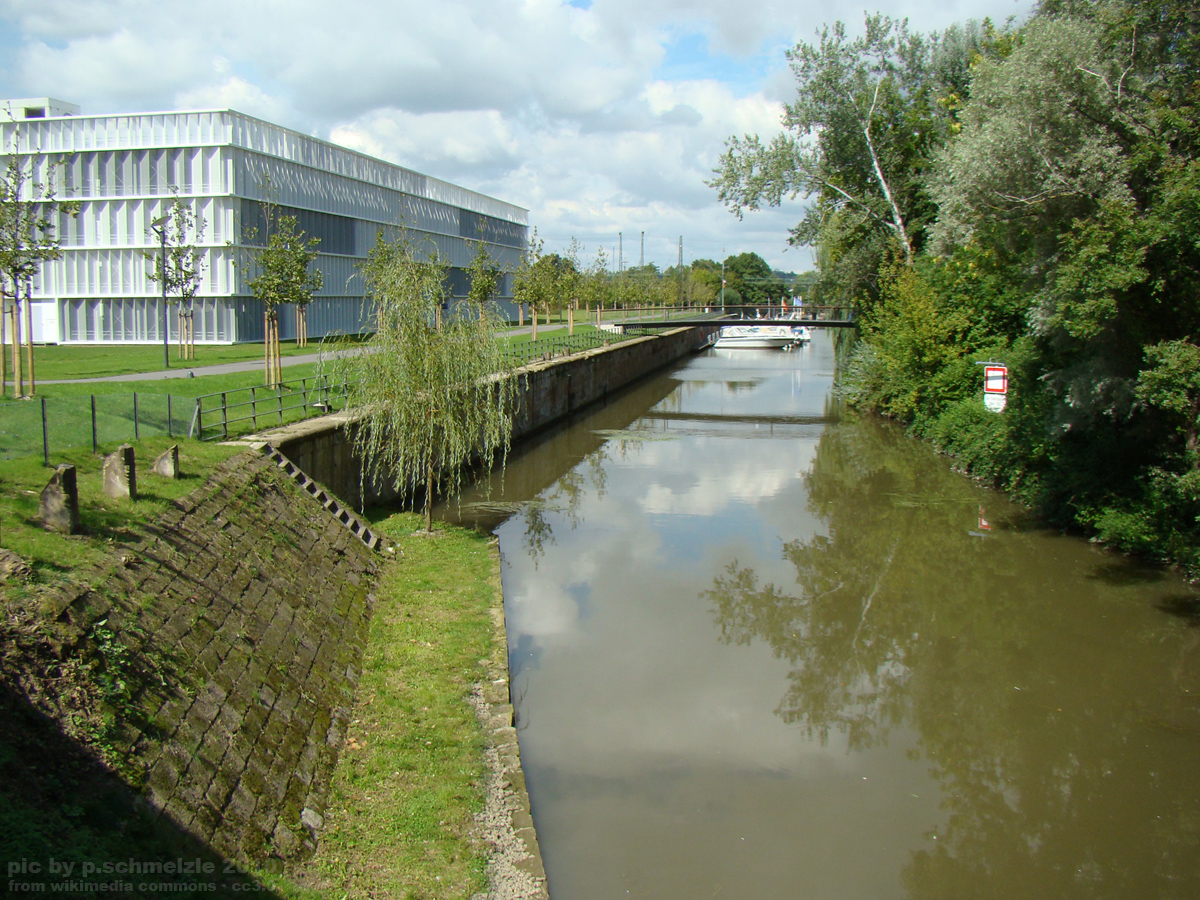
Blick von Süden auf den Wilhelmskanal

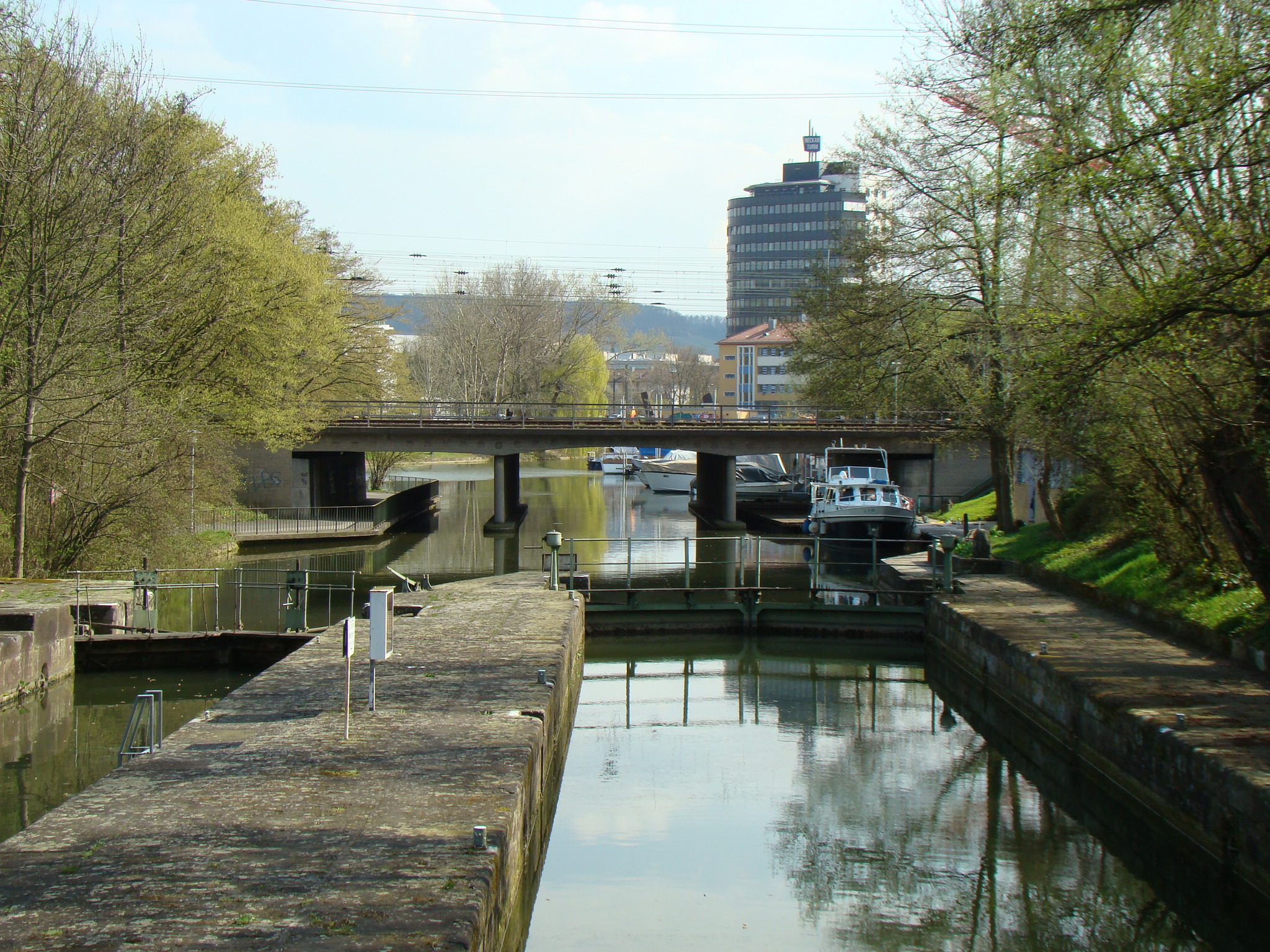
Schleusen

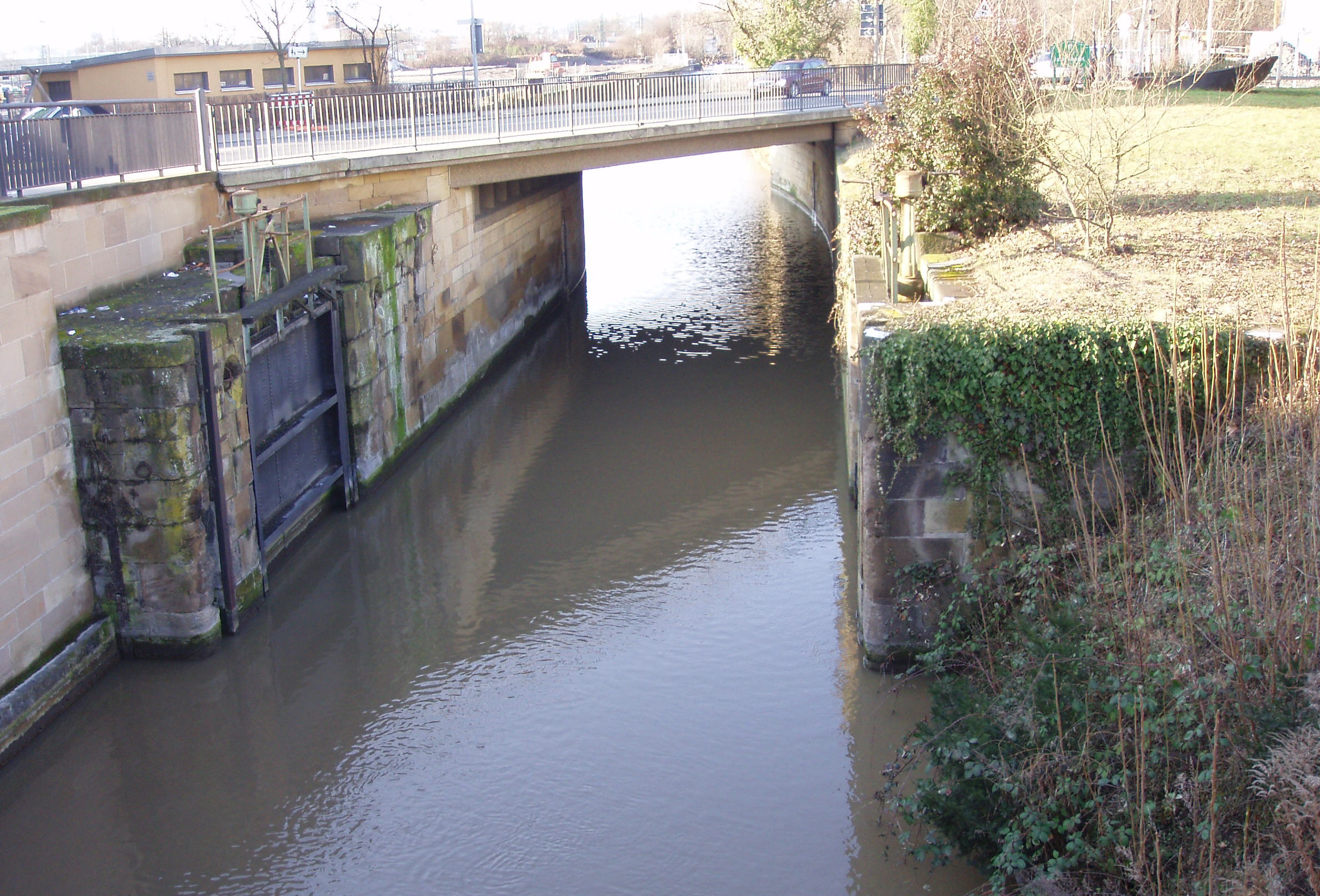
Südliche Einfahrt in den Wilhelmskanal

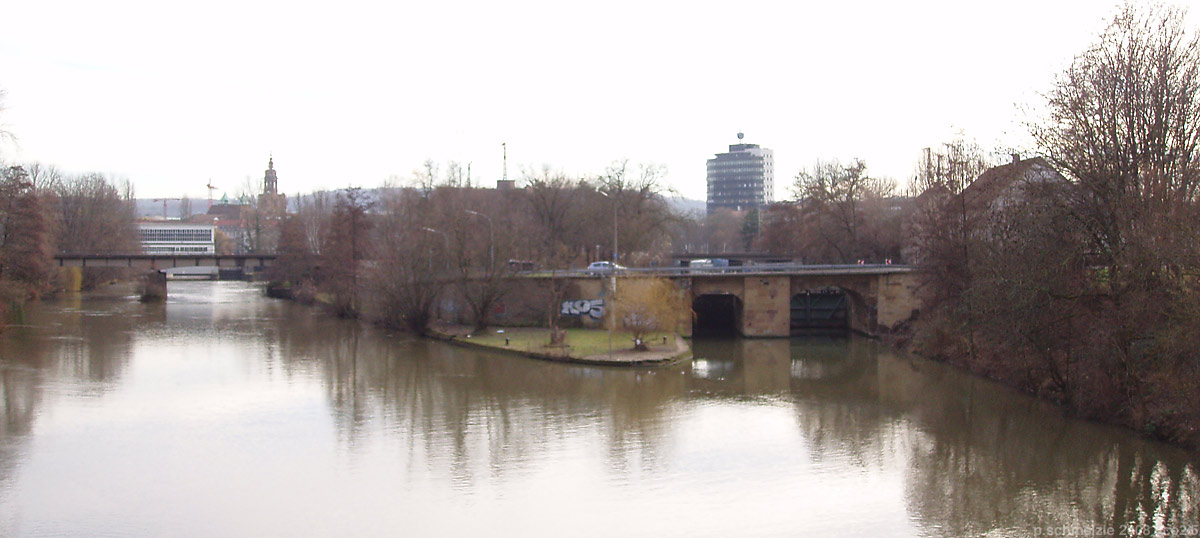
Das nördliche Ende des Wilhelmskanals (rechts) mit den beiden Schleusentoren und der darüber geführten Brücke

Schon unter König Friedrich (1754–1816) waren Überlegungen angestellt worden, den Neckar, der seit dem Neckarprivileg aus dem 14. Jahrhundert in Heilbronn für Schiffe nicht mehr passierbar war, oberhalb von Heilbronn für die Schifffahrt zu erschließen. Wilhelm I. beauftragte kurz nach seinem Regierungsantritt 1816 Karl August Friedrich von Duttenhofer mit der Planung einer neuen Schifffahrtsstraße bis Cannstatt. Nach Protesten der Heilbronner, die auf das jahrhundertealte Privileg des Stapelgelds nicht verzichten wollten, hatte man aber zunächst vorgesehen, von Johann Gottfried Tulla ein Gutachten erstellen zu lassen, bevor der Bau begann. Dies wurde aber von badischer Seite verzögert, da auch Mannheim noch vom Stapelrecht Gebrauch machte und kein Interesse daran hatte, dass diese Einrichtung in Heilbronn aufgehoben wurde. Der spätere Finanzminister Ferdinand Heinrich August von Weckherlin drängte schließlich energisch darauf, Duttenhofers Vorschlag, einen Seitenkanal mit Kammerschleuse unter Umgehung der bisherigen Wehre einzurichten, in die Tat umzusetzen, und argumentierte damit, dass sich wichtige Verkehrswege sonst vielleicht auf Gebiete außerhalb Württembergs verlagern könnten. Der König ließ sich überzeugen und erteilte den Auftrag zum Bau. Kaum war diese Order ergangen, fand Tulla plötzlich Zeit zu der erbetenen Besichtigung. Er erhob keine Einwände gegen Duttenhofers Pläne.

## Bau
150 Festungssträflinge vom Hohenasperg begannen am 11. März 1819 mit den Arbeiten an der Baugrube für die Schleuse, die etwa 70 Meter lang und 12 Meter breit war. Bald stellte sich allerdings heraus, dass der Untergrund nicht so tragfähig war, wie man vermutet hatte, und ein Pfahlgerüst errichtet werden musste. 800 tannene Tragpfähle wurden mehrere Meter tief eingetrieben, darüber wurde ein starker Rost aus liegendem Fachwerk gelegt und ausgemauert. Darauf wiederum wurde ein kalfaterter Belag aus Tannenholz mit einer Dicke von 16,6 cm angebracht, auf dem die Schleusenmauern errichtet wurden. Quer zu den Schleusenmauern lagen Ripphölzer, die mit Bruchsteinen in Trassmörtel ausgemauert wurden; darüber kam ein eichener Deckboden.
Sieben Monate lang musste die Baugrube frei von Wasser gehalten werden. Bei niedrigem Wasserstand konnte dies mit Bohlenpumpen, die von 40 Männern bedient wurden, und einem Pansterrad im Neckar, das weitere Pumpen antrieb, bewerkstelligt werden. Bei Hochwasser kamen Schaufelwerke und 164 Mann zum Einsatz, um die Grube trocken zu halten.
Neben den Pumpen waren zwei bei Grundler in Wasseralfingen gefertigte Kleinkrane die wichtigsten Maschinen bei der Errichtung der Kammerschleuse. Sie leisteten beim Versetzen der über fünf Tonnen schweren Schilfsandsteinquader, die aus Steinbrüchen der Umgebung stammten, wertvolle Dienste.
Die unteren Lagen wurden mit Trassmörtel vermauert, die oberen mit hydraulischem Kalk. Im Bereich der Tore wurden die Mauern noch durch eine 43 cm dicke Schicht Beton gesichert.
Die Kammerschleuse hatte eine Länge von 37,25 m, eine Breite von 4,60 m und eine Tiefe von 2,57 bis 4,87 m. Sie besaß Stemmtore mit einem Gewicht von 3,7 Tonnen. Die Kammer konnte in acht bis zehn Minuten gefüllt werden. Bei der Konstruktion hielt sich Duttenhofer an die Vorgaben von Johann Albert Eytelwein. Der Schifffahrtskanal, der sich an die Schleuse anschloss, war etwa 430 m lang und am oberen Ende mit einem Einlasstor abgeschottet, das Schutz bei Hochwasser und Eisgang bot. Der Kanal hatte einen trapezförmigen Querschnitt und weitete sich an einer geeigneten Stelle zum „Schiffsbehälter“ mit 86 m Länge und 16 m Breite. Dieser war mit einem Ladekran versehen und über Brücken an die Verkehrswege angebunden.
Die Arbeiten unter der Bauleitung von Duttenhofers Sohn August Friedrich dauerten 30 Monate und kosteten insgesamt etwa 171.000 fl. Am 17. Juli 1821 wurde der Kanal durch König Wilhelm eröffnet und nach diesem benannt. Duttenhofer wurde bei dieser Gelegenheit die Würde eines „Kommenthurs des Ordens der württembergischen Krone“ verliehen, was mit einer Erhebung in den Adelsstand verbunden war. Sein Sohn August Friedrich Duttenhofer konnte sich nach dieser Leistung auf Reisen begeben.

## Spätere Veränderungen
1823 wurde der erste Kran am Wilhelmskanal aufgestellt. In den Jahren nach der Einweihung des Kanals nahm der Schiffsverkehr neckaraufwärts immer größeren Umfang an, auch wenn die Lasten vorerst noch von den größeren badischen auf kleinere württembergische Schiffe umgeladen werden mussten, weil bis Cannstatt noch zahlreiche Untiefen und Engstellen beseitigt werden mussten. Schon bald wurde über eine Erweiterung des Wilhelmskanals nachgedacht.

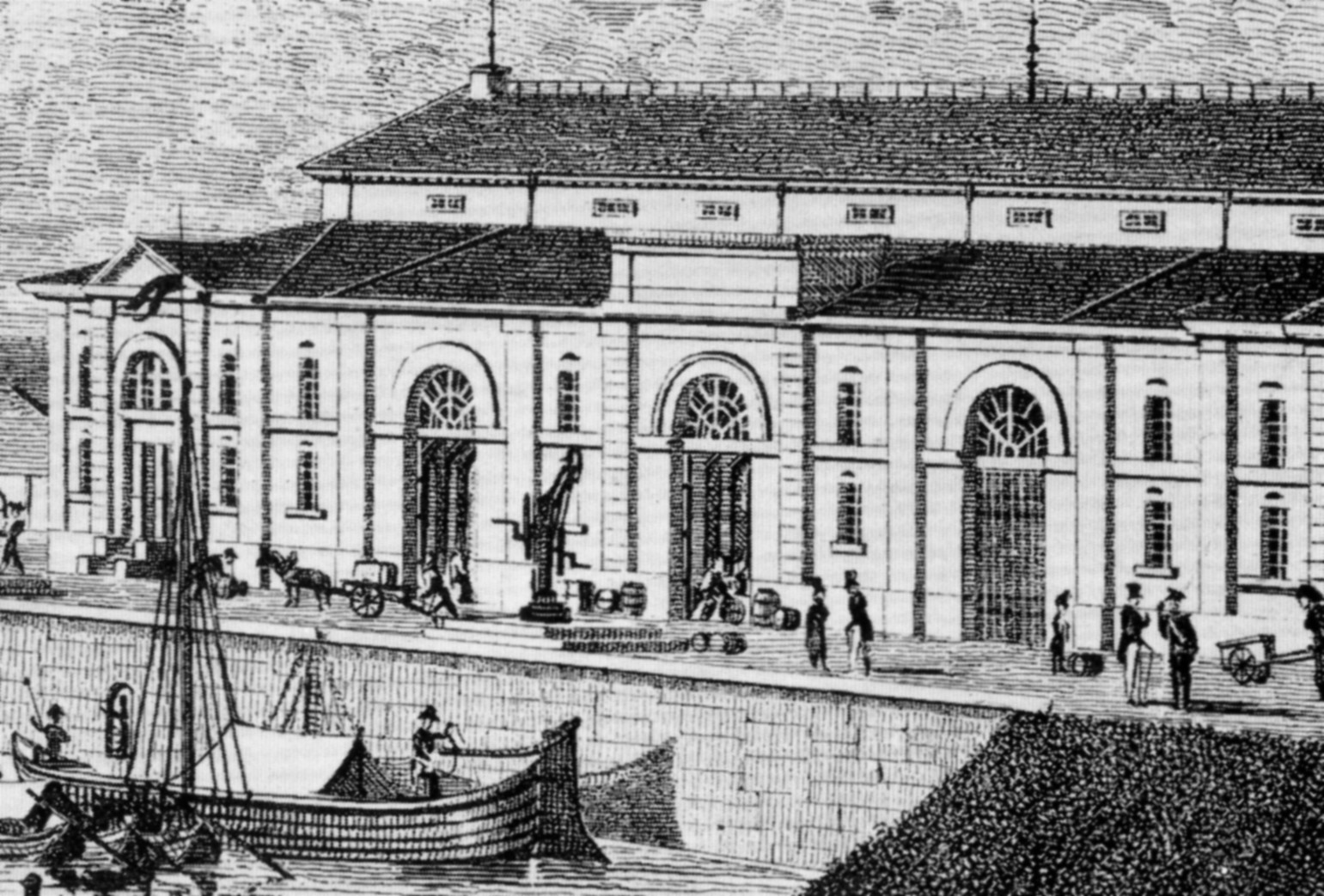
Das Halamt (Zollamt) am Wilhelmskanal um 1830

Die königliche Zolldirektion etwa trat 1828 für die Einrichtung eines Lauers mit Kränen und einer Zollhalle ein, um die bislang zerstreut liegenden Zolleinrichtungen in einem Gebäude direkt an der Schiffsanlegestelle zusammenzufassen und so die althergebrachten äußerst umständlichen, für die Stadt freilich profitablen Warenumschlags- und Verzollungsprozeduren deutlich zu vereinfachen.  Vorher mussten die Waren abgeladen, mit Fuhrwerken ins Heilbronner Rathaus gebracht und dort verzollt werden.
Dieses Zollgebäude sollte sich entweder am linken Neckarufer, oberhalb der Heilbronner Neckarbrücke, oder an der Südseite des Wilhelmskanals befinden. Duttenhofer befürchtete am ersten Standort eine Behinderung des Floßverkehrs durch dann dort liegende Schiffe, während die Zollbehörde diesen näher an der Stadt liegenden Standort als vorteilhaft ansah. Man einigte sich schließlich auf einen Standort am oberen Teil des Wilhelmskanals. Duttenhofer arbeitete einen Vorschlag aus, den er im Februar 1829 der Regierung vorlegte. Wieder sperrte sich die auf ihre Einkünfte bedachte Stadt gegen die Pläne, doch wurde ihr am 9. April mitgeteilt, dass die Pläne Duttenhofers auf Staatskosten umgesetzt werden würden. Unter der Bauleitung Duttenhofers wurde der neue Schiffsbehälter mit dem Lauer bis Mitte September 1829 fertiggestellt. Er hatte eine Länge von 64,5 Metern und war elf Meter breit. Damit bot er Platz für vier Schiffe. Das zugehörige Zollgebäude (Halamt bzw. Hallamt), geplant und ausgeführt von Oberbaurat Barth, wurde 1830 vollendet. Ab Mitte 1831 war die Anlage in Betrieb, und badische Schiffe fuhren erstmals direkt bis Cannstatt. Vor dem Gebäude standen zwei Kräne, die wiederum von Grundler in Wasseralfingen stammten. Sie waren ganz aus Eisen erbaut und handbetrieben, stellten jedoch einen deutlichen Fortschritt gegenüber den bisher gebräuchlichen hölzernen Kränen mit Tretmühle im Inneren dar, von denen es in Württemberg ohnehin nur zwei gab, einen mittelalterlichen in Heilbronn und einen aus dem 18. Jahrhundert in Cannstatt.

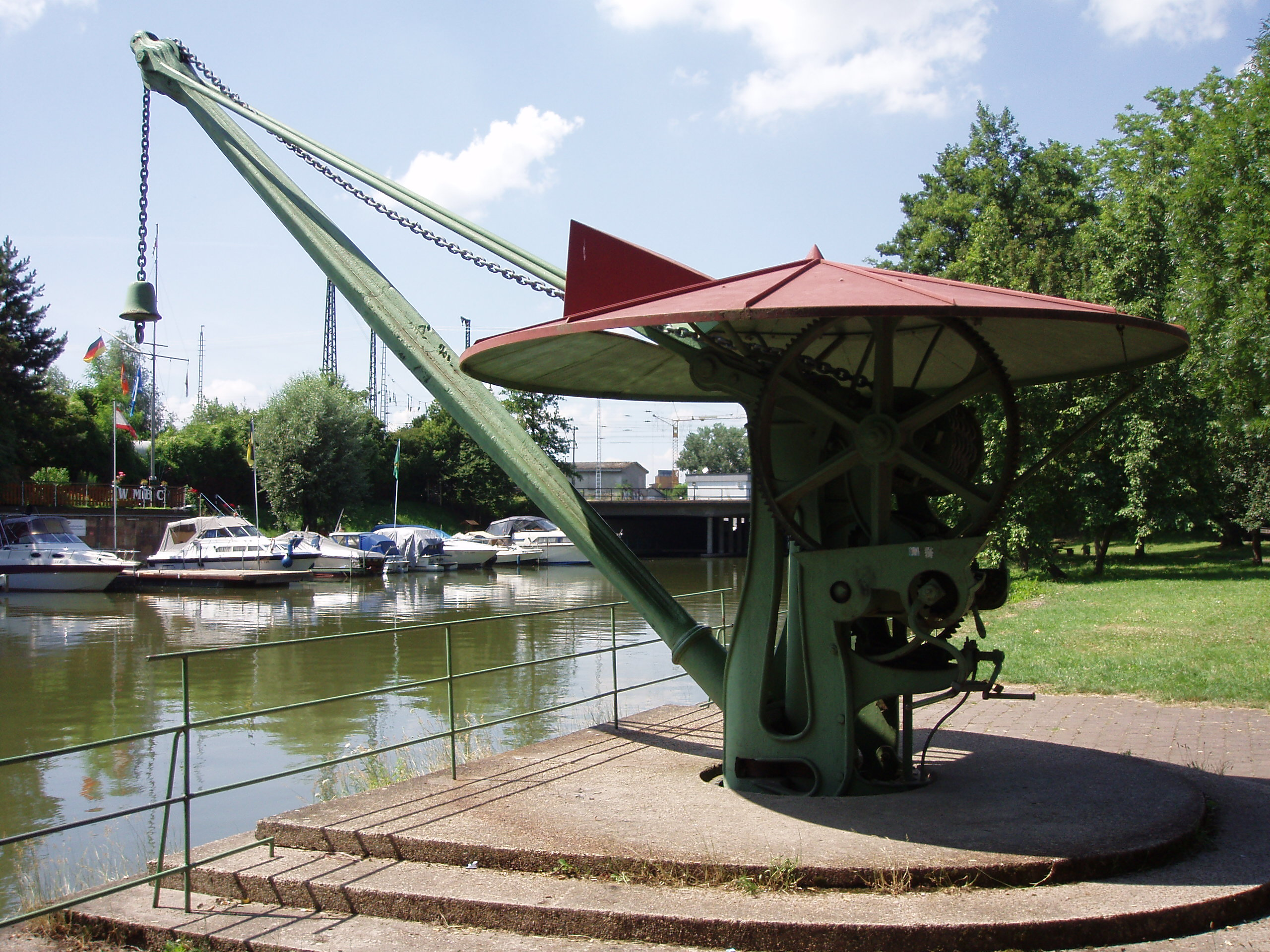
Historischer gusseiserner Kran von 1845, heute am rechten Ufer des Wilhelmskanals aufgestellt, gehörte ursprünglich zu einem Lagergebäude am linken Ufer

Ein Hindernis für die Schifffahrt stellte nicht nur die niedrige Brücke am unteren Ende des Kanals dar, sondern auch die von Duttenhofer konzipierte Schleuse, die für die größer gewordenen Schiffe zu schmal war. Eine Beseitigung der Brücke wurde abgelehnt, aber über eine Erweiterung der Schleuse wurde diskutiert. Man zog zunächst in Erwägung, die Seitenwände abzuspitzen, was etwa einen halben Meter zusätzlicher Breite gebracht hätte, entschied sich dann aber 1844 nur für eine Verbreiterung des Wilhelmskanals um etwa acht Meter auf einer Strecke von 260 Metern zwischen der Schleuse und dem Kranenlauer beim Halamt. Damit waren zwölf Liegeplätze gewonnen. Die Arbeiten leitete Wasserbauinspektor Seeger. Ein neues Lagergebäude und ein neuer Kran von J. Schweitzer aus Mannheim wurden 1845 aufgestellt. Dieser Kran mit 100 Zentnern Tragekraft wurde zwar schnell zum Reparatur- und Streitfall, hat aber die Zeiten einschließlich der Bombardements im Zweiten Weltkrieg überdauert und steht heute als technisches Denkmal am rechten Ufer des Wilhelmskanals.

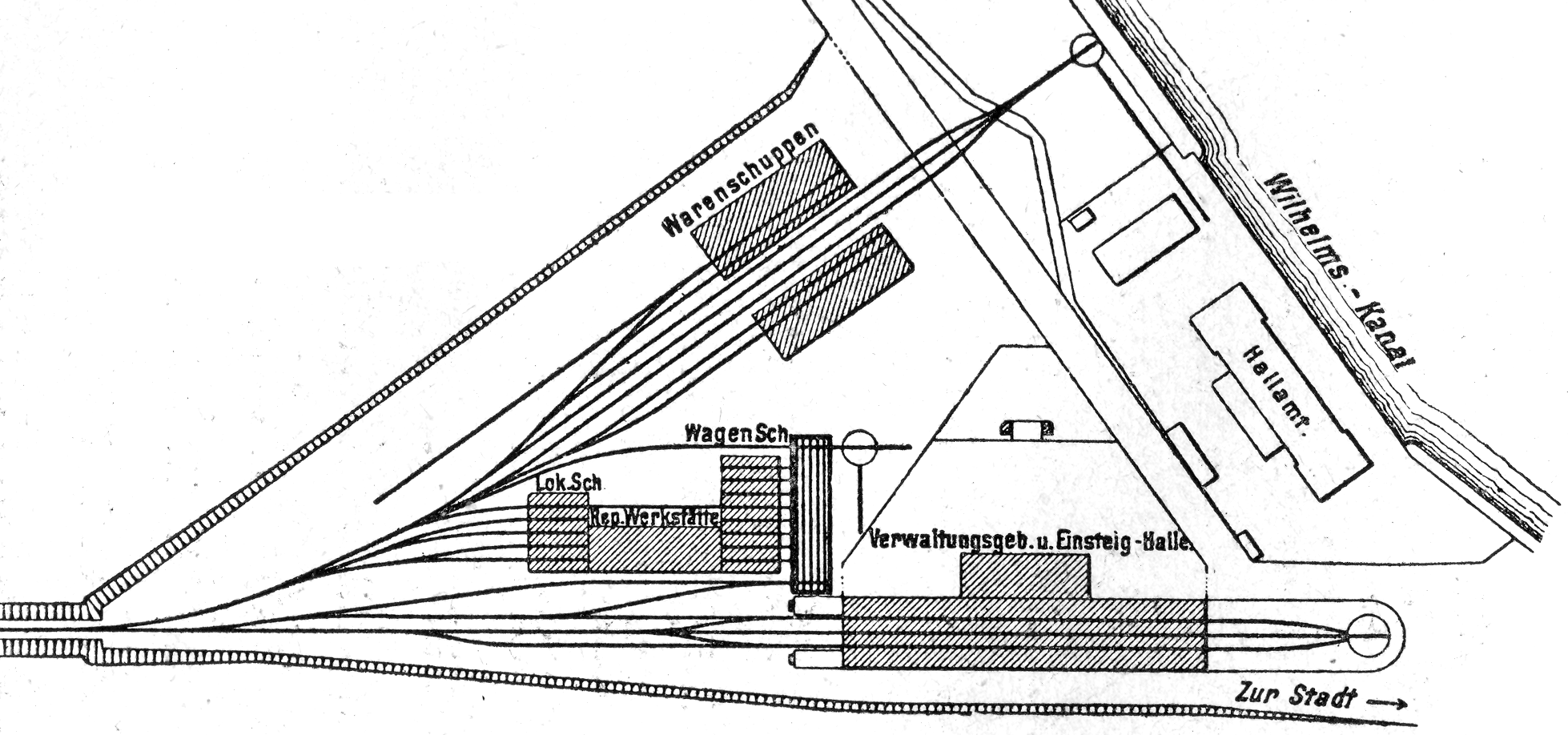
Lageplan des Bahngeländes am Wilhelmskanal

1848 wurde die Eisenbahnverbindung Stuttgart-Heilbronn eingerichtet. Der Heilbronner Personenbahnhof und das Bahngelände lagen in unmittelbarer Nähe zum Wilhelmskanal, und 1849 wurde ein großes neues Lagergebäude erbaut, das mit einer Drehscheibe direkten Bahnanschluss hatte. Diese Kombination aus Schiff- und Bahnverkehr führte zu einem Aufschwung des Umschlagplatzes Heilbronn.
1854/55 erbauten die Königlich Württembergischen Staats-Eisenbahnen nördlich des Wilhelmkanals den Winterhafen, mit dem weitere Liege- und Ladeplätze für Schiffe geschaffen wurden. 1861/62 wurde der Winterhafen durch zwei weitere Hafenbecken auf über die doppelte Größe erweitert, 1875 folgten mit dem Floßhafen und 1888 mit dem Karlshafen weitere Häfen.

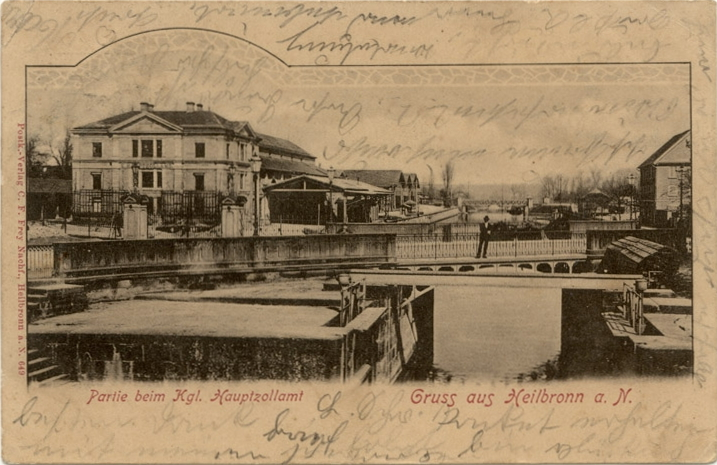
Wilhelmskanal mit Hauptzollamt (links) um 1900

1862 wurde für die „Kocherbahn“, die Bahnstrecke von Heilbronn nach Hall, eine Eisenbahnbrücke über den Wilhelmskanal errichtet. Eine weitere Bahnstrecke von Mannheim nach Heilbronn machte der Neckarschifffahrt ab 1869 starke Konkurrenz, doch konnte dies zunächst noch durch die Kettenschleppschifffahrt ausgeglichen werden, die auf dem Neckar ab 1878 üblich war. Damit allerdings wurde die Frage der Erweiterung der Schleuse wieder aktuell, die für die größeren Kettenschiffe zu klein war. 1880 wurde deshalb eine zweite, breitere Schleuse geplant, die parallel zur älteren liegen sollte, die König-Wilhelm-Schleuse. Um sie errichten zu können, mussten das Schleusenwärterhaus und ein Magazin versetzt werden. Auch die obere Kanaleinfahrt musste erweitert werden. Wie so oft gab es Widerstand von Seiten der Stadt, doch im April 1882 wurde mit den Bauarbeiten begonnen, und am 7. November 1884 konnte die neue Schleuse eingeweiht werden. 1897 folgte mit der Verlängerung des Schiffsbehälters und des Lauers eine letzte Umgestaltung des Wilhelmskanals.

## Der Wilhelmskanal nach Eröffnung des Kanalhafens 1935
Der Wilhelmskanal blieb auch nach der Eröffnung des Kanalhafens im neuen Neckarkanal im Jahre 1935 in Betrieb, verlor aber an Bedeutung. Im Zweiten Weltkrieg wurden das Hallamt, alle Magazine und Verladeeinrichtungen zerstört, der eigentliche Kanal blieb jedoch erhalten. Bei den Planungen zur Neugestaltung der völlig zerstörten Heilbronner Altstadt sah der Verkehrsplan von Prof. Karl Gonser einen Alleenring um die Innenstadt vor. Um diesen Ring im Nordwesten der Stadt schließen zu können, erwog man – nachdem Überlegungen zur Verlegung der dortigen Bahnanlagen gescheitert waren – auch kurzfristig die Zuschüttung des Wilhelmskanals. Letztlich blieben doch sowohl Bahnanlagen als auch der Kanal erhalten. Als Schifffahrtsstraße hatte er mit der Eröffnung des Neckarkanal-Abschnitts Heilbronn–Gemmrigheim am 15. September 1952 endgültig ausgedient.

## Heutige Nutzung

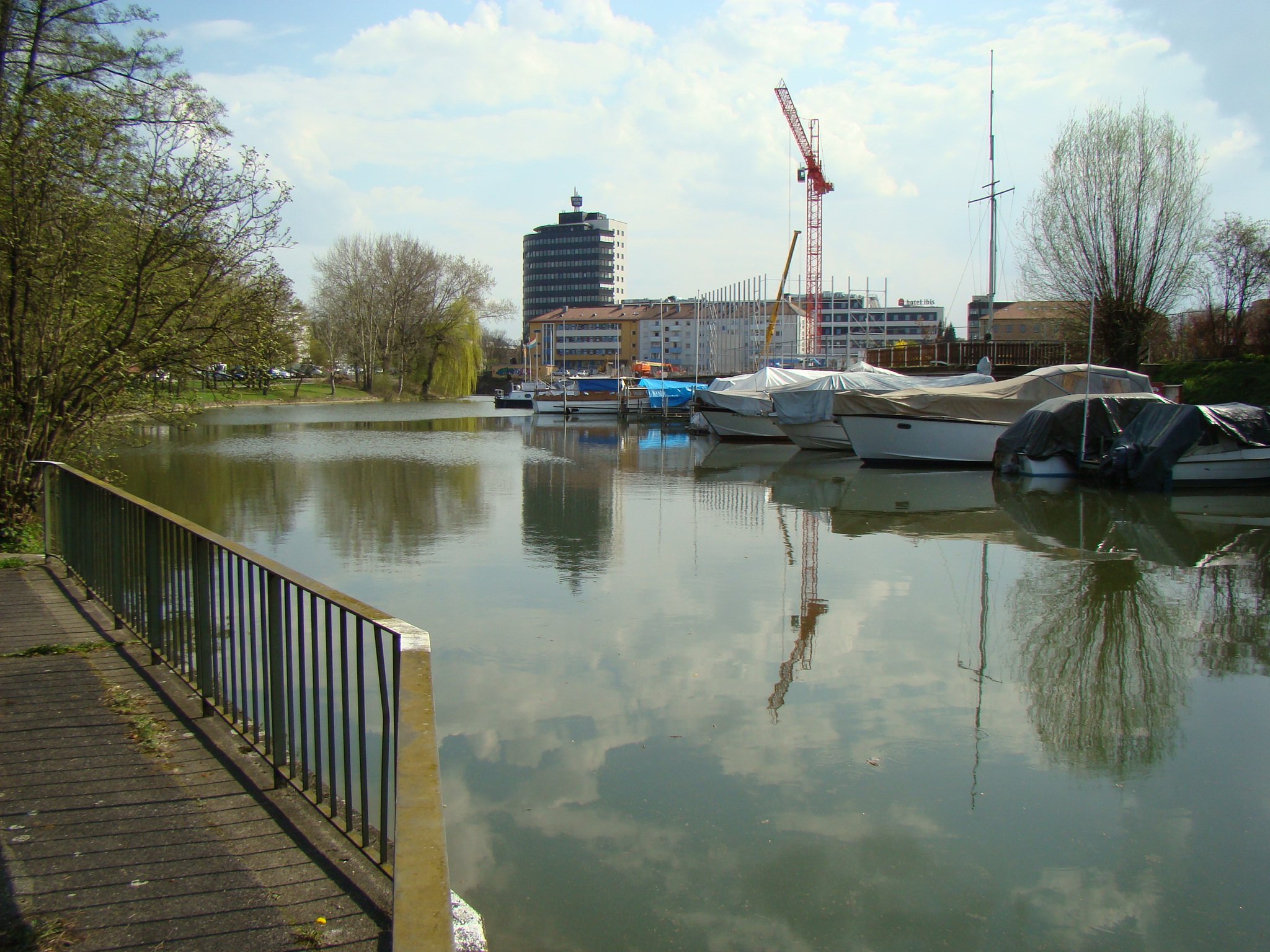
Der Wilhelmskanal im April 2009

Nach der Verlagerung des Heilbronner Hafens in den Kanalhafen gab es Bestrebungen, den Wilhelmskanal zuzuschütten, was aber 1956 abgewendet wurde; der Kanal blieb als „Denkmal der wirtschaftlichen Entwicklung des Neckars“ erhalten und steht als Kulturdenkmal mittlerweile unter Denkmalschutz. 1957 ging er aus dem Eigentum der staatlichen Wasser- und Schifffahrtsdirektion in das der Stadt Heilbronn über, seit 1967 dient er als Sportboothafen. Die alte Schleuse ist nach wie vor betriebsfähig und die letzte handbetriebene Schleuse des Neckars, jedoch ist seit dem Neubau der Friedrich-Ebert-Brücke 1993 die Zufahrtshöhe zum Kanal auf etwa 3,30 Meter reduziert. Auf der Kraneninsel, die das rechte Ufer des Wilhelmskanals bildet, wurden 1959 alle dort noch befindlichen Fabrikgebäude mit Ausnahme des Hagenbuchers gesprengt. Die rechte Uferseite ist seitdem als Grünanlage gestaltet, die von der Kranenstraße durchquert wird. 1962 und nochmals in jüngerer Zeit wurden die Tore der alten Schleuse erneuert.

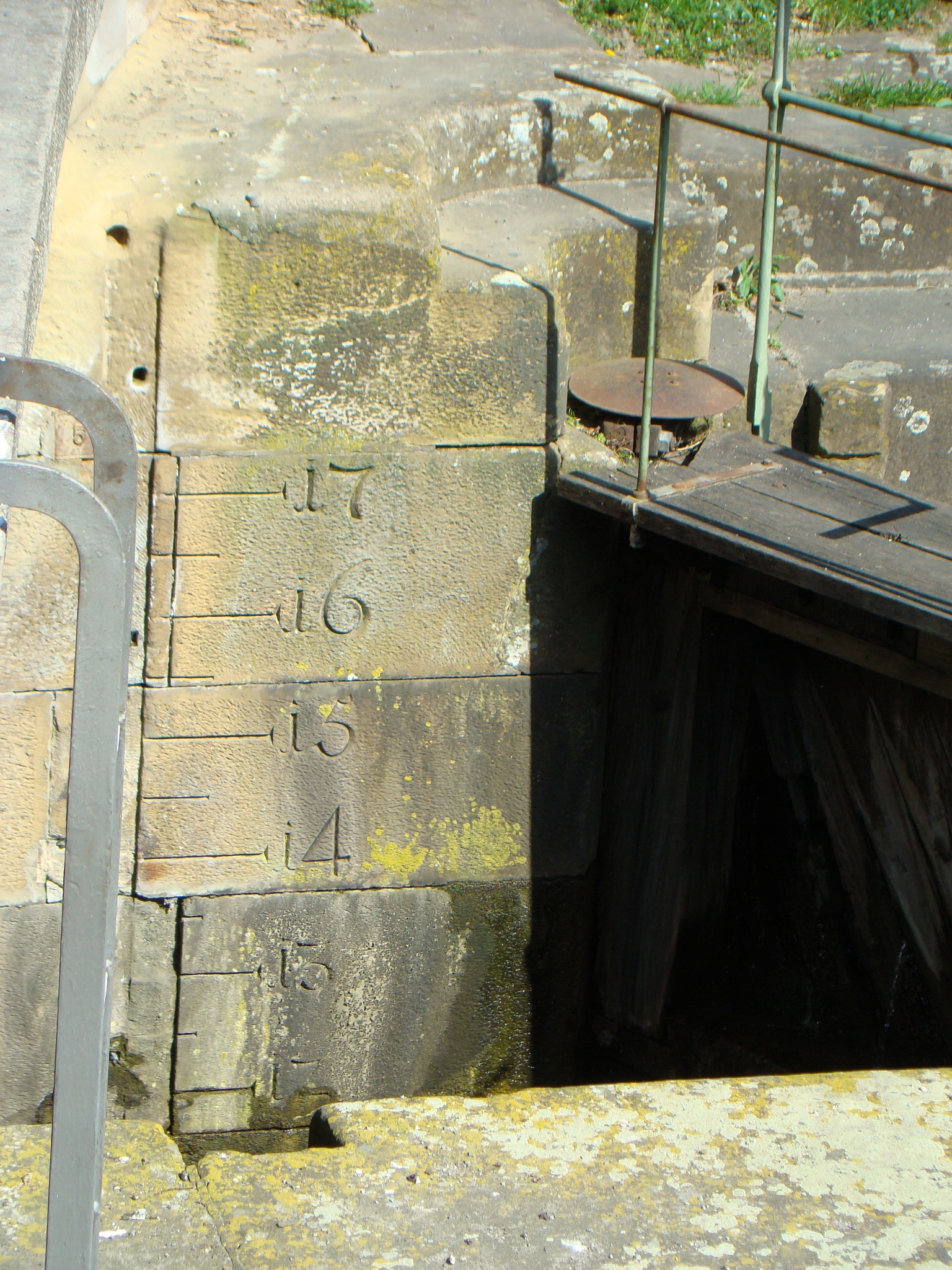
Pegelstandsanzeige in Schuh am nördlichen Ende des Kanals
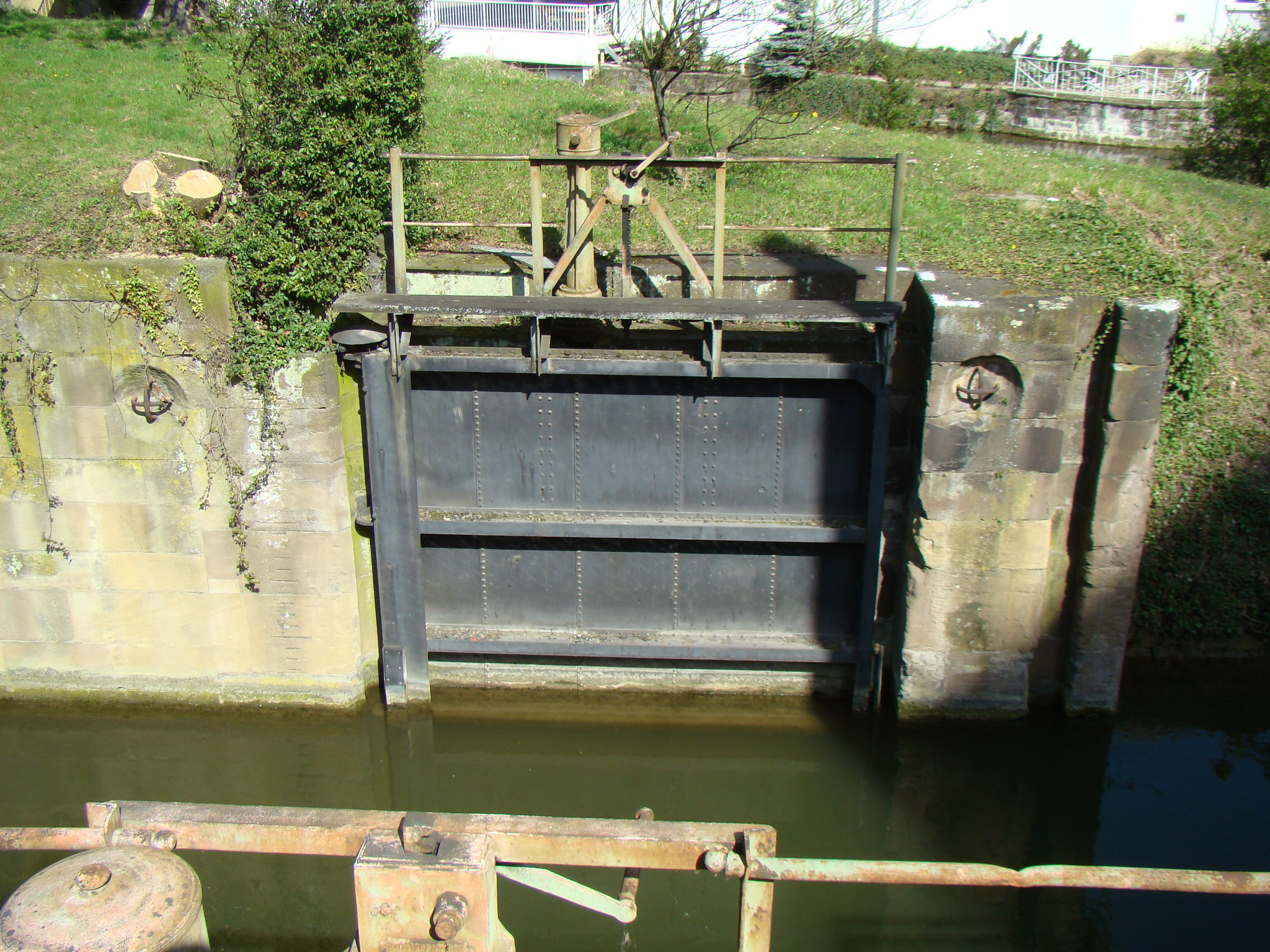
Pegelstandsanzeige an der südlichen Einfahrt (auf den Steinen links vom Tor)
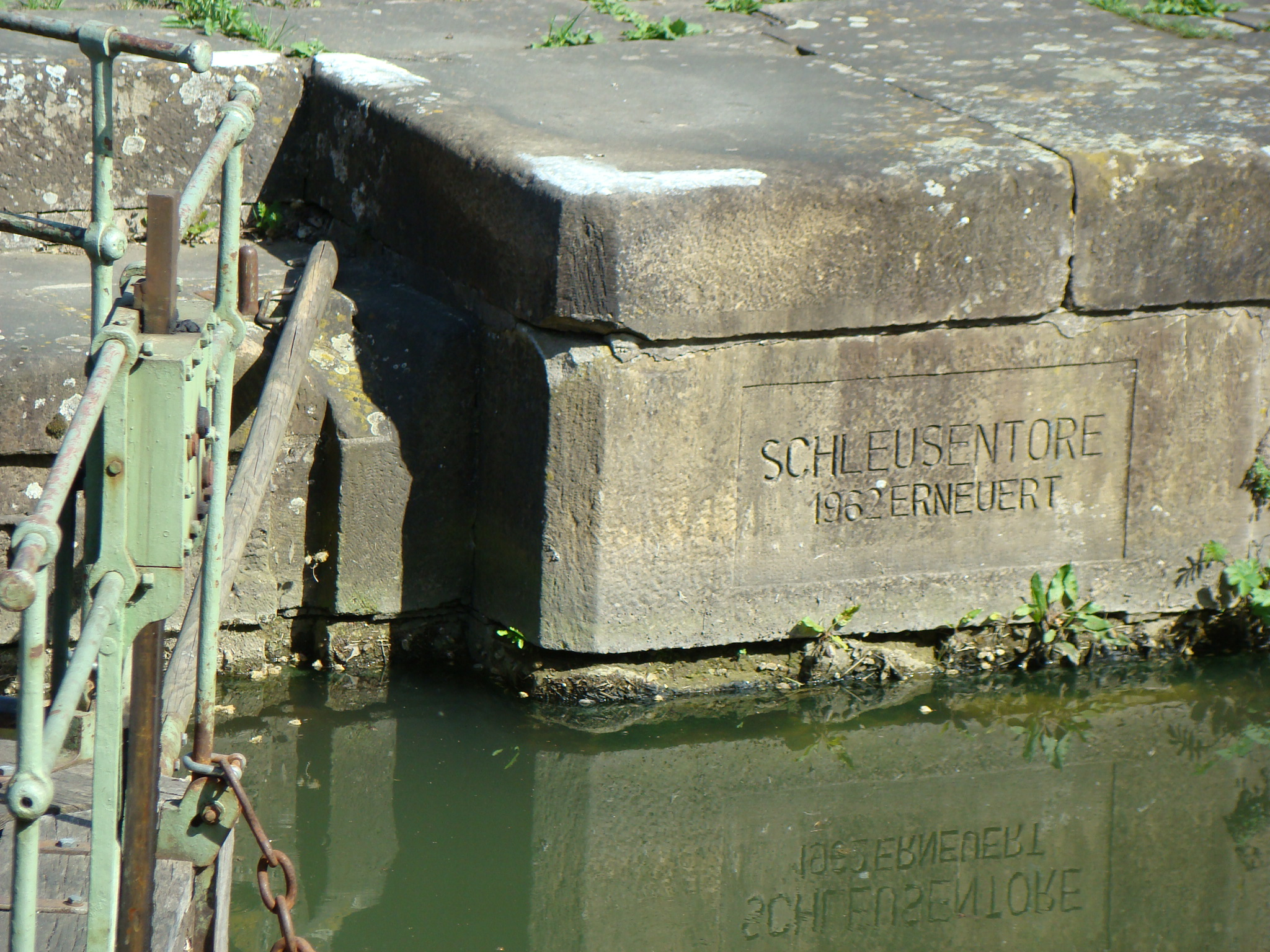
Inschrift zur Erneuerung der Schleusentore 1962